# 越南社會黨
越南社會黨（越南语：／?）是越南历史上的一个政黨，成立于1946年，解散于1988年。其宗旨为团结“爱国知识分子”。该党和越南民主党都是越南的参政党。
从1956年起至解散，该党的总书记一直由阮阐担任。
1988年，苏东政治多元化与多党制潮流波及越南，为防止事态进一步发展，越南共产党授意该党宣布“完成历史使命”并解散。